# No Cars Go
No Cars Go is een nummer van de Canadese indierockband Arcade Fire uit 2007. Het is de vierde single van hun tweede studioalbum Neon Bible.
De titel kwam van een soloproject van toenmalig Arcade Fire-lid Brandan Reed. In de tekst van "No Cars Go" verlangt de ik-figuur naar een paradijs zonder wegen. Het nummer werd oorspronkelijk opgenomen voor een in 2003 uit te brengen EP, maar bleef toen op de plank liggen. Vier jaar later werd het alsnog uitgebracht. Het nummer flopte in Canada, het thuisland van Arcade Fire. In Nederland geniet het nummer enige bekendheid, maar ook daar deed het niets in de hitlijsten. Wel bereikte het in Vlaanderen de 12e positie in de Tipparade.